# 基恩 (內布拉斯加州)
基恩（英語：Keene）是位於美國內布拉斯加州卡尼縣的非建制地區。

## 歷史
基恩的郵局於1874年設立，其後於1945年停運。

## 地理
基恩所處的海拔為高於海平面675米（即2215英呎），而該地所採用的時區為UTC-6，即北美中部时区（CST）。同時該地設有夏令時間，為UTC-6調快一小時，即UTC-5（CDT）。